# Theo Marton
Theo Marton (n. 20 iunie 1978, Târgu Mureș) este actor și regizor de teatru. 

## Biografie
Theo Marton s-a născut la 20 iunie 1978, la Târgu Mureș. Este actor absolvent al Universității de Arte din Târgu Mureș (promoția 2001), specializarea Arta Actorului, și regizor de teatru absolvent în 2018 al studiilor de masterat la aceeași universitate - Regia spectacolului contemporan, profesor coordonator Theodor-Cristian Popescu.  
Între anii 2001-2003 a studiat Artele Spectacolului la Universitatea Michel de Montaigne din Bordeaux.  

## Spectacole de teatru

### Actorie
În stagiunea 2000-2001 a fost colaborator al Teatrului Național din Târgu Mureș, interpretând personajele Pip, în spectacolul "Cartofi prăjiți cu orice" de Arnold Wesker, în regia lui Cornel Popescu, și Pepe Romano, în spectacolul "Alge (Bernarda’s House Remix)", regizat de Radu Afrim. 
În perioada 2004-2007 a fost actor angajat al Teatrului Național din Târgu Mureș. A interpretat: Treplev, în "Pescărușul" de A. P. Cehov, în regia lui Kincses Elemér, Jimmy, în "Privește înapoi cu mânie" de John Osborne, în regia lui Liviu Pancu, Alfred, în "Cel care primește palme" de Leonid Andreev, regia Kincses Elemér, și Preotul în "Manole, sau darul de a iubi", în regia lui Cristian Ioan.
Din anul 2005 este membru fondator și actor al Teatru 74. Principalele proiecte derulate în această perioadă au fost festivalurile de teatru "Unidrama" și "Noua Dramaturgie". 
Din 2009 și până în prezent este directorul executiv al Asociației Centrul Multimedia Teatru 74, perioadă în care a inițiat și manageriat proiectele POSDRU ''Practică teatrală în Regiunile Centru și Nord-Vest'' și ''Teatrul Modern –Mijloace Multimedia''.
Ca actor al Teatrului 74, a interpretat din anul 2005 și până în 2012 rolurile: Marc în "Artă" de Yasmina Reza, regia Gabi Borodan; Omul de la bar, Patronul, Predicatorul și Țiganul în "Edmond" de David Mamet, regia Cristi Juncu, Philip în "Geniul Crimei" de George F. Walker, regia Theodor-Cristian Popescu, Preotul în "Vestul singuratic" de Martin McDonagh, în  regia lui Cristi Juncu, Ray în "Hoții" de Conor McPherson, regia Cristi Juncu, "Cum am mâncat un câine" (monodramă) de Evgheni Grișkoveț, în regia lui Adi Iclenzan, și Jack Waters în "Hoțul de oase" de Adam Rapp, în regia lui Radu Afrim.
În perioada 2012-2018 a interpretat Povestitorul în "Iluzii" de Ivan Viripaev, regia Cristi Juncu, la Teatrul Act din București, Prezentatorul în "Amurgul Burghez" de Romulus Guga, regia Anca Bradu, la Teatrul Național din Târgu Mureș, David în "Secretul Fericirii" de Alexandru Popa, regia Vlad Zamfirescu, la Teatrul Godot din București, Secretarul în "Bulgakov 17" după Maestrul și Margareta de Mihail Bulgakov, în regia lui László Bocsárdi, la Teatrul Național din Târgu Mureș, spectacol în care a colaborat și ca asistent de regie.
Din 2018 este din nou angajat ca actor la Teatrul Național din Târgu Mureș, unde joacă în rolurile: Lars Koch în "Teroare" de Ferdinand von Schirach, regia Bobi Pricop, James "Sharky" Harkin în "Navigatorul" de Conor McPherson, în regia lui Cristi Juncu, Nae Girimea în "D'ale carnavalului" de Ion Luca Caragiale, regia Adrian Iclenzan, Constantin II Brâncoveanu în "Constantin" de Alexandru Popa, în regia lui Tudor Lucanu.
În perioada 30 august – 1 septembrie 2019, participă la atelierul „Căutând adevărul corpului” condus de Grzegorz Jarzyna, regizor și directorul artistic al TR Warszawa, și Ivan Estegneev, coregraf, în cadrul proiectului "un nume: Grzegorz Jarzyna", organizat de Asociația Pentru Teatru Liviu Rebreanu în colaborare cu Teatrul Național Târgu Mureș.
Roluri din 2020 până în prezent la Teatrul Național din Târgu Mureș: Bărbatul în "Niște fete" de Neil LaBute, în regia Laurei Moldovan, Ray în "Hoții" de Conor McPherson, regia Cristi Juncu, Rauch în "Kasimir și Karoline" de Ödön von Horváth, în regia lui László Bocsárdi, Georg în "Villa Dolorosa" de Rebekka Kricheldorf, regia Theodor-Cristian Popescu, Jerry în "Trădare" (2021) de Harold Pinter, regia Bobi Pricop, Bărbatul în "Lucruri nespuse", de Leta Popescu și Maria Manolescu, regia Leta Popescu, și El în "Ierbar" (2022), de Simona Popescu și Radu Afrim, în regia lui Radu Afrim.
Între 10-12 iulie 2023, participă la Bistrița la workshopul de actorie condus de regizorul Silviu Purcărete, scenograful Dragoș Buhagiar și compozitorul Vasile Șirli.

### Regie
Din 2017 și până în prezent, Theo a regizat Almost, Maine, de John Cariani, la Teatrul de Nord din Satu Mare, The Break of Noon, de Neil LaBute, la Teatru 74 din Târgu Mureș, și Semnale disperate către planeta Pluto, de Elise Wilk, la Teatru 3G din Târgu Mureș. 

## Filmografie

### Actor
În film a apărut pentru prima dată în 2004, în Regii blestemați (Sergentul), în regia lui Josée Dayan. Apoi, în 2005 a interpretat rolul Preotul din Vizita Arhiepiscopului, în regia lui Kamondi Zoltan.  
În 2014 a filmat pentru Billion Star Hotel (Arthur Popescu), film lansat ulterior în 2016, în același an în care a apărut și ca Militia Messenger în Tyrant, serial TV producție a canalului de televiziune american FX.  
În 2018 l-a interpretat pe David în Secretul fericirii, în regia lui Vlad Zamfirescu. 
2023 este anul în care își face apariția în rolul Teo în Nuntă pe bani, unde regia a fost semnată de Cristian Ilișuan.  

### Regie / Creație video
În anul 2006, a regizat scurt-metrajul Trei zile, având la bază un scenariu scris împreună cu Bogdan Moraru.  
În perioada 2009-2010 a regizat două documentare în cadrul proiectului Povești din Transilvania (Sava Brancovici și Popa Petru).  
A realizat, de asemenea, animații video pentru spectacole de teatru: în regia Alinei Nelega (Overdose, 2007) și a lui Cristi Juncu (Dinte pentru dinte, 2014).  

## Premii
Premiul Best Duo, împreună cu Vlad Zamfirescu, pentru THE SECRET of HAPPINESS (2018) la Los Angeles Film Awards.
Premiul Cel mai bun actor al anului 2019 la Compania „Liviu Rebreanu“, Teatrul Național Târgu Mureș..

## Noțe
1. ↑  „Theo Marton :: Teatrul Național Târgu-Mureș” (în engleză). teatrunational.ro. Accesat în 4 octombrie 2021.
2. ↑  „Lista absolvenților UNIVERSITATEA DE ARTA TEATRALA - Târgu-Mureș”. Arhivat din original la 9 iulie 2018. Accesat în 9 iulie 2018.
3. ↑  „Theo Marton :: Teatrul Național Târgu-Mureș” (în engleză). teatrunational.ro. Accesat în 4 octombrie 2021.
4. ↑  „Theo Marton :: Teatrul Național Târgu-Mureș” (în engleză). teatrunational.ro. Accesat în 4 octombrie 2021.
5. ↑  „Unidrama numărul 8”. Observator Cultural. Accesat în 4 octombrie 2021.
6. ↑  Valentin Covaciu. „Unidrama se-ntoarce! Din 5 până în 9 octombrie la Teatru 74”. Accesat în 9 iulie 2018.
7. ↑  Valentin Covaciu. „„Noua Dramaturgie" la Tîrgu-Mureș! „Capu' de bizon", „Orele" și „Planeta", în curând la Teatru 74”. Accesat în 9 iulie 2018.
8. ↑  „ASOCIATIA CENTRUL MULTIMEDIA TEATRU 74”. Accesat în 9 iulie 2018.
9. ↑  „Teatru 74 - centru regional de practică teatrală”. România Liberă. 26 octombrie 2010. Accesat în 4 octombrie 2021.
10. ↑  Punctul.ro (3 iunie 2013). „Teatrul modern și actorul 2.0”. www.punctul.ro. Accesat în 4 octombrie 2021.
11. ↑  „'Arta', regia Gavril Borodan”. regizorcautpiesa.ro. Accesat în 4 octombrie 2021.
12. ↑  „Detalii spectacol pe textul Edmond de David Mamet”. Accesat în 9 iulie 2018.
13. ↑  „"Geniul Crimei", la Teatrul National”. Arhivat din original la 9 iulie 2018. Accesat în 9 iulie 2018.
14. ↑  „Detalii spectacol pe textul Vestul singuratic de Martin McDonagh”. Accesat în 9 iulie 2018.
15. ↑  Mircea Sorin Rusu. „Hotii la 74”. Accesat în 9 iulie 2018.
16. ↑  Mircea Sorin Rusu. „Cum am mâncat un câine la Teatru 74 (Chiar, cum?)”. Accesat în 9 iulie 2918. Verificați datele pentru: |access-date= (ajutor)
17. ↑  Mircea Sorin Rusu. „Hoțul de oase... sau hoțul de timp”. Accesat în 9 iulie 2018.
18. ↑  Ileana Lucaciu. „"ILUZII" – TEATRUL ACT”. Accesat în 9 iulie 2018.
19. ↑  „Amurgul Burghez”. Arhivat din original la 9 iulie 2018. Accesat în 9 iulie 2018.
20. ↑  Paul Dutu. „AZI, DESPRE „SECRETUL FERICIRII"”. Accesat în 9 iulie 2018.
21. ↑  „Bulgakov 17”. Arhivat din original la 9 iulie 2018. Accesat în 9 iulie 2018.
22. ↑  Andrei Vornicu. „O premieră a regizorului Bobi Pricop va încheia stagiunea Companiei „Liviu Rebreanu"”. Accesat în 9 iulie 2018.
23. ↑  Zi de zi. „„Navigatorul", în premieră, la Sala Mare”. Accesat în 17 octombrie 2018.
24. ↑  „D'ale Carnavalului :: Teatrul Național Târgu-Mureș” (în engleză). teatrunational.ro. Accesat în 4 octombrie 2021.
25. ↑  msnews.ro. „TEATRU – Compania „Liviu Rebreanu" a Teatrului Național Târgu-Mureș prezintă în premieră spectacolul „Constantin", o poveste dincolo de mit | msnews”. Accesat în 4 octombrie 2021.
26. ↑  Instytuty Polskie. „Teatrul lui Grzegorz Jarzyna la Târgu-Mureș”. Institutul Polonez Bucuresti. Accesat în 4 octombrie 2021. Verificați datele pentru: |access-date= (ajutor)
27. ↑  Urban (15 decembrie 2020). „Spectacolul "Niste fete" de Neil LaBute este disponibil online la Teatrul National Targu Mures”. Urban. Accesat în 4 octombrie 2021.
28. ↑  „Jurnal de premiere - Opinii - HotNews.ro”. www.hotnews.ro. 16 decembrie 2020. Accesat în 4 octombrie 2021.
29. ↑  „"KASIMIR ȘI KAROLINE”. Cuvantul Liber. Accesat în 4 octombrie 2021.
30. ↑  „Splendide exemplare de paraziți sociali”. Dilema veche. Accesat în 4 octombrie 2021.
31. ↑  „PREMIERĂ: Bobi Pricop revine la Teatrul Național Târgu-Mureș cu „Trădare" de Harold Pinter – Radio România Cultural” (în engleză). Accesat în 4 octombrie 2021.
32. ↑  Punctul (11 aprilie 2022). „„Lucruri nespuse" de Leta Popescu şi Maria Manolescu (regia Leta Popescu):o frescă a diferitelor tipuri de iubire”. www.punctul.ro. Accesat în 5 septembrie 2024.
33. ↑  „"Ierbar" regizat de Radu Afrim, prima reprezentaţie stagională a Teatrului Național Tg.Mureș”. Radio Romania Targu Mures. 12 septembrie 2023. Accesat în 5 septembrie 2024.
34. ↑  BRADEA, Ioana (12 iulie 2023). „FOTO - Celebrul regizor Silviu Purcărete, în Soho, alături de liceenii și studenții din Bistrița: „O revelație, un privilegiu unic în viață!"”. Bistriteanul - Afla primul. Accesat în 5 septembrie 2024.
35. ↑  „ALMOST, MAINE, de John Cariani, regia Theo Marton”. Accesat în 9 iulie 2018.
36. ↑  Anda Cadariu. „„Cred că asta își propune Fabulamundi: să ne ofere vizibilitate" interviu cu elise WilK” (PDF). Observator Cultural - Supliment. Accesat în 4 octombrie 2021. line feed character în |titlu= la poziția 39 (ajutor); Verificați datele pentru: |access-date= (ajutor)
37. ↑  „Billion Star Hotel”. Accesat în 9 iulie 2018.
38. ↑  „Tyrant”. Accesat în 9 iulie 2018.
39. ↑  Zamfirescu, Vlad (19 octombrie 2018), Secretul fericirii, Movie Production Entertainment, accesat în 4 octombrie 2021
40. ↑  „Comedia Nuntă pe bani, situată pe locul 2 în box-office în România, intră pe Netflix din 7 februarie”. adevarul.ro. 5 februarie 2024. Accesat în 5 septembrie 2024.
41. ↑  Lacrima Balint. „Un film in "Trei zile" in premiera la Targu-Mures”. Accesat în 22 octombrie 2018.
42. ↑  „Târgu-Mureș: Filme despre bisericile județului, proiectate pentru public”. Accesat în 9 iulie 2018.
43. ↑  „Theo Marton”. Accesat în 9 iulie 2018.
44. ↑  „Theo Marton, Premiul Bioeel pentru cel mai bun actor al anului 2019 la Compania „Liviu Rebreanu"”. Stiri din Mures, Stiri Targu mures - Liderul presei muresene. 5 iunie 2020. Accesat în 4 octombrie 2021.